# Percina
Percina – rodzaj ryb z rodziny okoniowatych (Percidae).

## Klasyfikacja
Gatunki zaliczane do tego rodzaju:
| - Percina antesella - Percina apristis - Percina aurantiaca - Percina aurolineata - Percina aurora - Percina austroperca - Percina bimaculata - Percina brevicauda - Percina burtoni - Percina caprodes - Percina carbonaria - Percina copelandi - Percina crassa - Percina crypta - Percina cymatotaenia - Percina evides | - Percina fulvitaenia - Percina gymnocephala - Percina jenkinsi - Percina kathae - Percina kusha - Percina lenticula - Percina macrocephala - Percina macrolepida - Percina maculata - Percina nasuta - Percina nevisense - Percina nigrofasciata - Percina notogramma - Percina oxyrhynchus - Percina palmaris - Percina pantherina | - Percina peltata - Percina phoxocephala - Percina rex - Percina roanoka - Percina sciera - Percina shumardi - Percina sipsi - Percina smithvanizi - Percina squamata - Percina stictogaster - Percina suttkusi - Percina tanasi - Percina uranidea - Percina vigil - Percina williamsi |

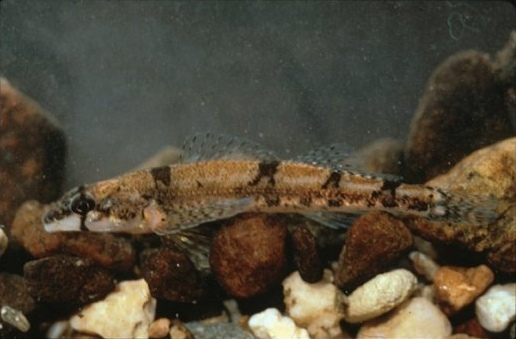
Percina antesella
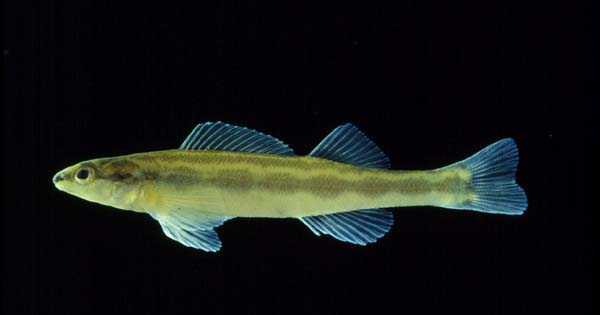
Percina aurolineata
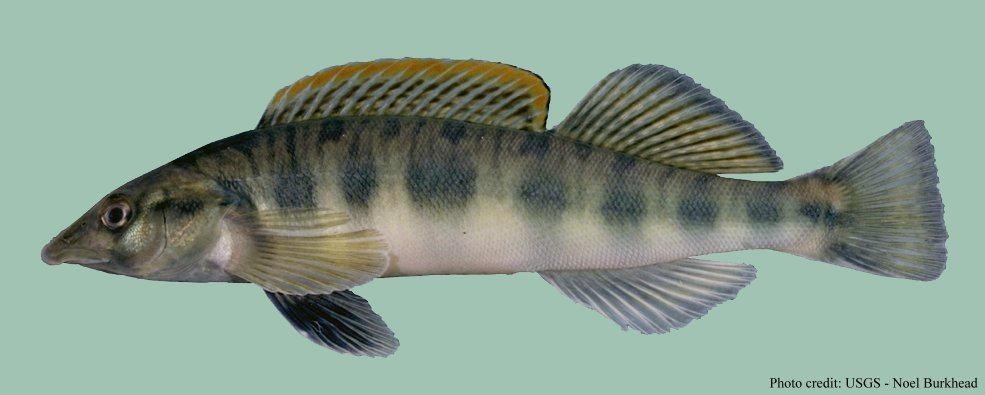
Percina burtoni
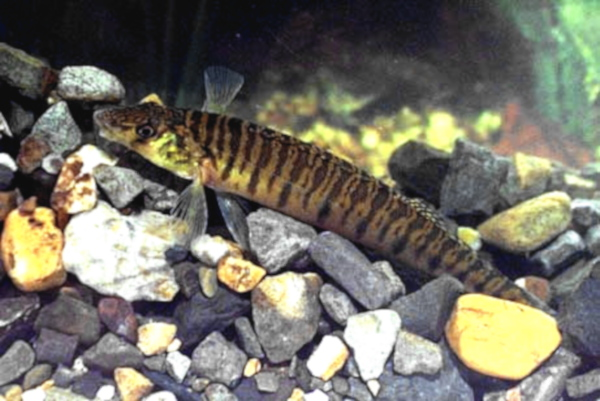
Percina caprodes
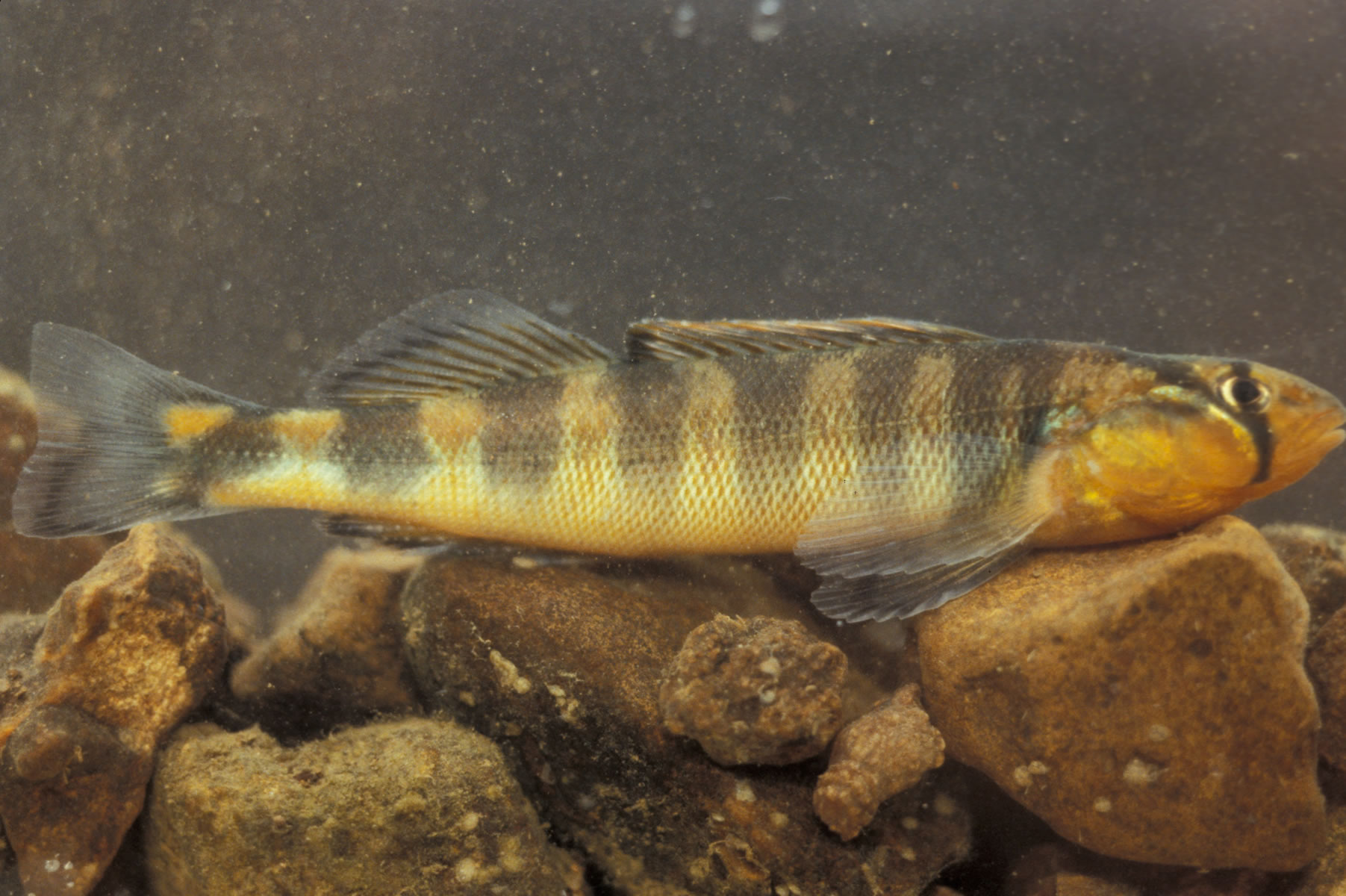
Percina evides
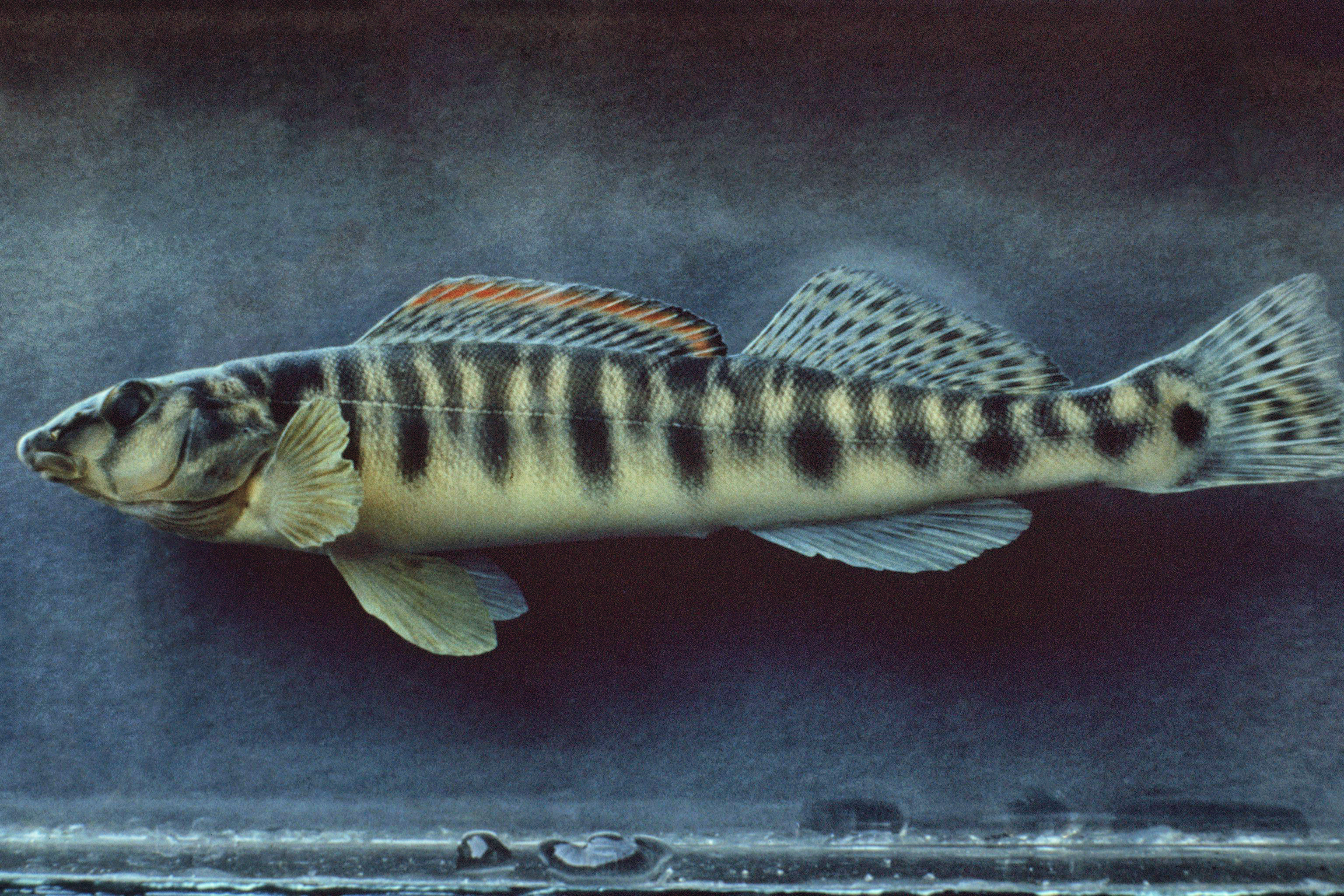
Percina jenkinsi
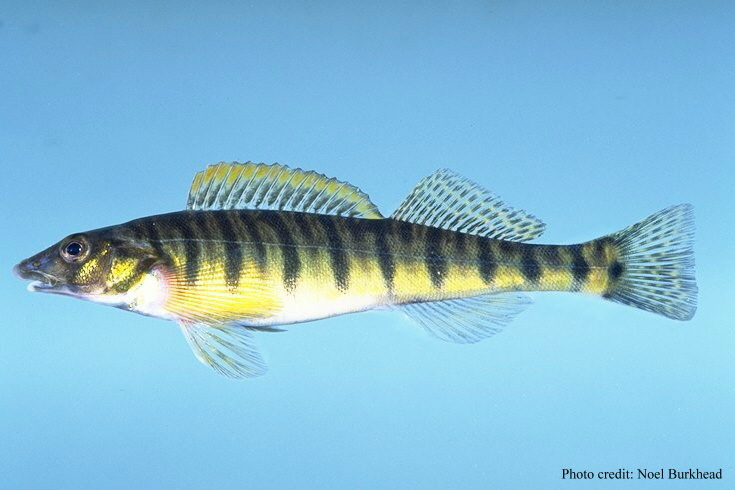
Percina kathae
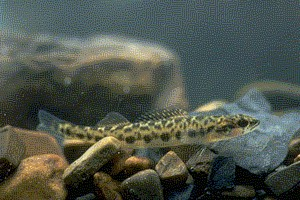
Percina pantherina
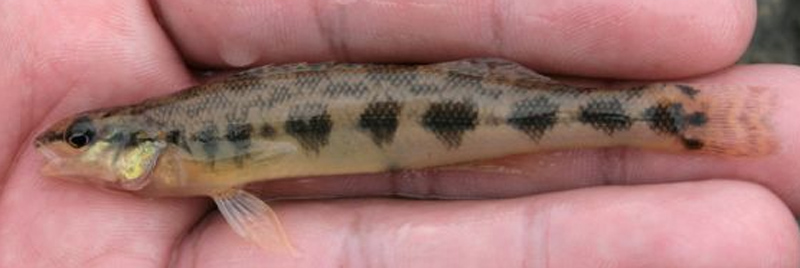
Percina sciera
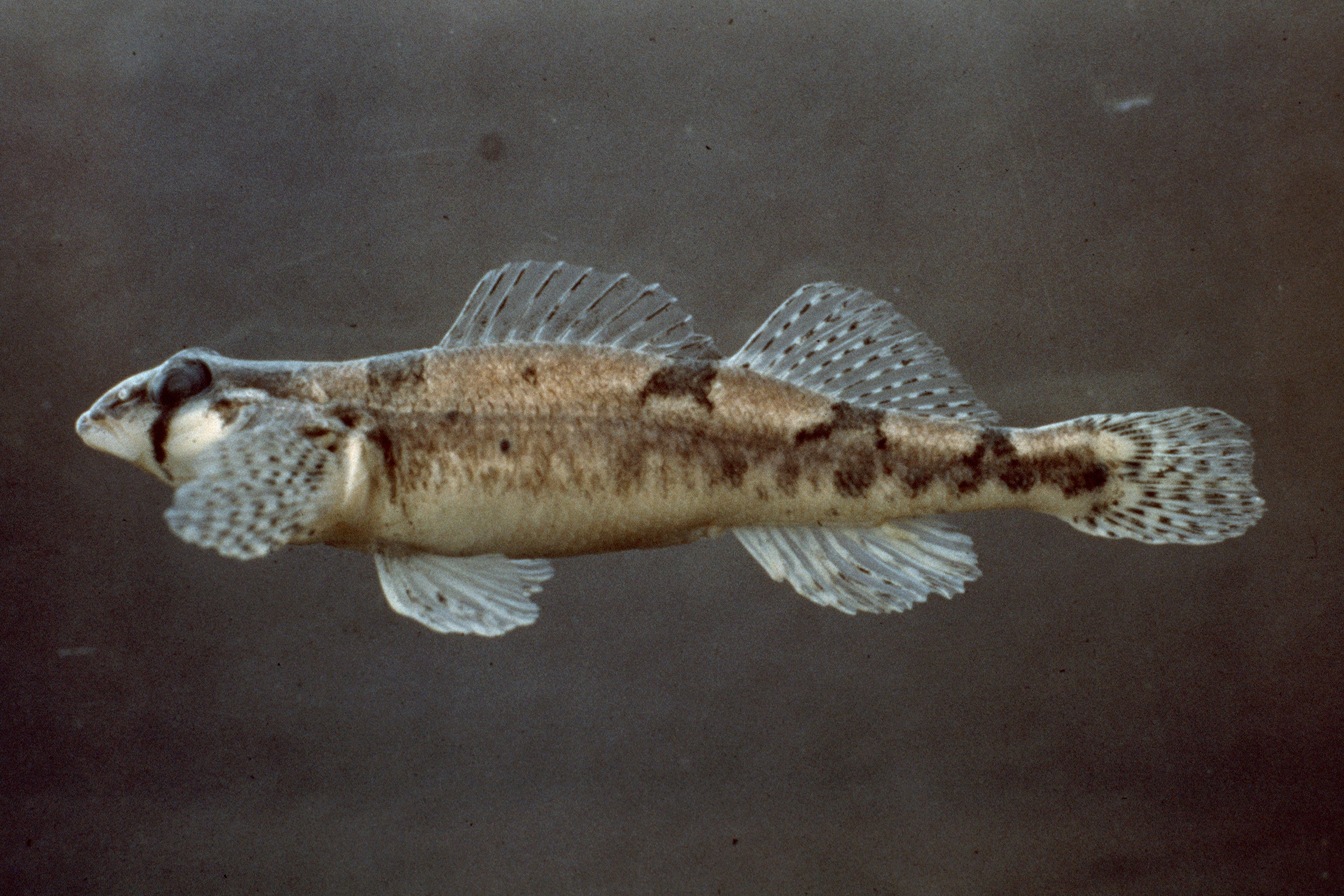
Percina tanasi